# Stora Brännsjön
Stora Brännsjön är en sjö i Nyköpings kommun i Södermanland och ingår i Kilaåns huvudavrinningsområde.